# Нелл Голл-Гопман
Нелл Голл-Гопман (англ. Nell Hall Hopman; 9 березня 1909 — 10 січня 1968) — колишня австралійська тенісистка.
Перемагала на турнірах Великого шолома в парному та змішаному парному розрядах.
Завершила кар'єру 1966 року.

## Фінали турнірів Великого шлему

### Одиночний розряд: 2 (2 поразки)
| Результат | Рік  | Турнір              | Покриття | Суперниця           | Рахунок  |
| --------- | ---- | ------------------- | -------- | ------------------- | -------- |
| Поразка   | 1939 | Чемпіонат Австралії | Трава    | Емілі Гуд Вестакотт | 1–6, 2–6 |
| Поразка   | 1947 | Чемпіонат Австралії | Трава    | Ненсі Вінн-Болтон   | 3–6, 2–6 |

### Парний розряд: 4 (1–3)
| Результат | Рік  | Турнір              | Покриття | Партнерка           | Суперниці                         | Рахунок       |
| --------- | ---- | ------------------- | -------- | ------------------- | --------------------------------- | ------------- |
| Поразка   | 1935 | Чемпіонат Австралії | Трава    | Луї Бікертон        | Евелін Дірман Ненсі Лайл          | 3–6, 4–6      |
| Поразка   | 1937 | Чемпіонат Австралії | Трава    | Емілі Гуд Вестакотт | Телма Койн-Лонґ Ненсі Вінн-Болтон | 2–6, 2–6      |
| Перемога  | 1954 | Чемпіонат Франції   | Ґрунт    | Морін Конноллі      | Мод Гальтьє Сюзанн Шмітт          | 7–5, 4–6, 6–0 |
| Поразка   | 1955 | Чемпіонат Австралії | Трава    | Ґвен Тіле           | Мері Бевіс Готон Берил Пенроуз    | 5–7, 1–6      |

### Мікст: 6 (4–2)
| Результат | Рік  | Турнір               | Покриття | Партнер      | Суперник і суперниця                 | Рахунок        |
| --------- | ---- | -------------------- | -------- | ------------ | ------------------------------------ | -------------- |
| Перемога  | 1930 | Чемпіонат Австралії  | Трава    | Геррі Гопмен | Марджорі Кокс Кроуфорд Джек Кроуфорд | 11–9, 3–6, 6–3 |
| Поразка   | 1935 | Вімблдонський турнір | Трава    | Геррі Гопмен | Дороті Раунд Літтл Фред Перрі        | 5–7, 6–4, 2–6  |
| Перемога  | 1936 | Чемпіонат Австралії  | Трава    | Геррі Гопмен | Мей Блік Ейб Кей                     | 6–2, 6–0       |
| Перемога  | 1937 | Чемпіонат Австралії  | Трава    | Геррі Гопмен | Дороті Стівенсон Дон Тернбулл        | 3–6, 6–3, 6–2  |
| Перемога  | 1939 | Чемпіонат Австралії  | Трава    | Геррі Гопмен | Марґарет Вілсон Джон Бромвіч         | 6–8, 6–2, 6–3  |
| Поразка   | 1940 | Чемпіонат Австралії  | Трава    | Геррі Гопмен | Ненсі Вінн-Болтон Колін Лонг         | 5–7, 6–2, 4–6  |

## Виступи в одиночних турнірах Великого шолома
| W | Ф | ПФ | ЧФ | #Р | КТ | К# | DNQ | A | NH |

| Турнір               | 1930  | 1931  | 1932  | 1933  | 1934  | 1935  | 1936  | 1937  | 1938  | 1939  | 1940  | 1941–44 | 1945  | 19461 | 19471 | 1948  | 1949  | 1950  | 1951  | 1952  | 1953  | 1954  | 1955  | 1956  | 1957  | 1958  | 1959  | 1960  | 1961  | 1962  | 1963–65 | 1966  | Career SR |
| -------------------- | ----- | ----- | ----- | ----- | ----- | ----- | ----- | ----- | ----- | ----- | ----- | ------- | ----- | ----- | ----- | ----- | ----- | ----- | ----- | ----- | ----- | ----- | ----- | ----- | ----- | ----- | ----- | ----- | ----- | ----- | ------- | ----- | --------- |
| Чемпіонат Австралії  | 1р    | 1р    |       | ЧФ    | ЧФ    | ПФ    | ЧФ    | 2р    | ПФ    | Ф     | ПФ    | NH      | NH    | ЧФ    | Ф     | ЧФ    | 2р    | ЧФ    | ЧФ    | 2р    | 2р    | ЧФ    | ЧФ    | 2р    | 2р    | 1р    | 2р    | 1р    | 2р    | 2р    |         |       | 0 / 27    |
| Чемпіонат Франції    |       |       |       |       | 1р    | 2р    |       |       | 3р    |       | NH    | R       |       |       |       |       |       |       |       | 1р    | 1р    | 1р    | 2р    | 1р    |       |       | 1р    |       | 1р    | 2р    |         | 1р    | 0 / 12    |
| Вімблдонський турнір |       |       |       |       | 3р    | 2р    |       |       | 1р    |       | NH    | NH      | NH    |       | 2р    |       |       |       |       | 3р    | 3р    | 1р    | 2р    | 2р    |       |       | 2р    |       | 1р    |       |         |       | 0 / 11    |
| Чемпіонат США        |       |       |       |       |       |       |       |       | 3р    |       |       |         |       |       | 2р    |       |       |       |       |       | 2р    | 2р    | 2р    | 1р    |       |       | 2р    |       |       | 2р    |         |       | 0 / 8     |
| SR                   | 0 / 1 | 0 / 1 | 0 / 0 | 0 / 1 | 0 / 3 | 0 / 3 | 0 / 1 | 0 / 1 | 0 / 4 | 0 / 1 | 0 / 1 | 0 / 0   | 0 / 0 | 0 / 1 | 0 / 3 | 0 / 1 | 0 / 1 | 0 / 1 | 0 / 1 | 0 / 3 | 0 / 4 | 0 / 4 | 0 / 4 | 0 / 4 | 0 / 1 | 0 / 1 | 0 / 4 | 0 / 1 | 0 / 3 | 0 / 3 | 0 / 0   | 0 / 1 | 0 / 58    |

R = турнір обмежувався внутрішнім чемпіонатом Франції й відбувався під німецькою окупацією.
1У 1946 і 1947 роках чемпіонати Франції відбувалися після Вімблдону.